# Socialdemokratiska studenter (kårparti, Uppsala)
Socialdemokratiska studenter, kårparti vid Uppsala universitet. I kårvalet till Uppsala studentkår kårfullmäktige ställer paritet upp under namnet "S-studenter". 
Partiet är en del av den socialdemokratiska studentföreningen Laboremus. S-studenter har genom åren suttit i Uppsala studentkårs styrelse med bland annat VSF, Fi-studenter och UUS.